# Daïra d'El Omaria
La daïra d'El Omaria est une circonscription administrative algérienne située dans la wilaya de Médéa et la région du Titteri. Son chef-lieu est situé sur la commune éponyme d'El Omaria.
La daïra regroupe les trois communes d'El Omaria, Baata et Ouled Brahim.